# Thermozephyrus ataxus
Thermozephyrus ataxus is een vlinder uit de familie van de Lycaenidae. De wetenschappelijke naam van de soort werd als Dipsas ataxus in 1851 gepubliceerd door John Obadiah Westwood.

## Synoniemen
- Dipsas katura Hewitson, 1865

## Ondersoorten
- Thermozephyrus ataxus ataxus
- Thermozephyrus ataxus zulla (Tytler, 1915)
  - = Zephyrus zulla Tytler, 1915
- Thermozephyrus ataxus kirishimaensis (Okajima, 1922) Japan
  - = Zephyrus ataxus var. kirishimaensis Okajima, 1922
- Thermozephyrus ataxus yakushimaensis (Yazaki, 1924) japan
- Thermozephyrus ataxus lingi (Okano & Okura, 1969)
  - = Chrysozephyrus lingi Okano & Okura, 1969
  - = Chrysozephyrus subnivalis Kawazoe & Wakabayashi, 1969
- Thermozephyrus ataxus motohiroi (Fujioka, 2001)
- Thermozephyrus ataxus tsukiyamai (Fujioka, 2001)